# João Fernandes (ator)
João Fernandes dos Santos Nunes (Rio de Janeiro, 5 de abril de 1999) é um ator brasileiro. Em 2009, estreou como ator, interpretando Amarit na novela Caminho das Índias.

## Carreira
João Fernandes estreou em Caminho das Índias com o personagem Amarit. Estreou no cinema em De Pernas pro Ar, como Paulinho. Em seguida interpretou Luizinho em Escrito nas Estrelas. Foi escalado para Cordel Encantado, onde interpretou Nidinho, papel pelo qual recebeu o Prêmio Contigo! de TV de 2012.  Interpretou Picolé em Avenida Brasil.  Devido ao sucesso na trama anterior, os autores de Joia Rara escreveram um personagem especialmente para o ator.  Fez Confissões de Adolescente, interpretando Felipe. Estreou em séries no papel regular de Téo, em 1 Contra Todos. Interpretou Galimedes em A Terra Prometida.  Fez uma participação em Carinha de Anjo, como Théo. Viveu Gabiru em O Tempo Não Para.  Foi escalado para a vigésima sétima temporada de Malhação: Toda Forma de Amar. 
Em 2023, João retorna para TV Globo, dessa vez para interpretar o personagem Justino, na novela Amor Perfeito de Duca Rachid e Júlio Fischer.

## Vida pessoal
Em 2017 começou a namorar a atriz Mabel Calzolari. O casal teve um filho, Nicolas, nascido em 22 de julho de 2019. Mabel faleceu em 22 de junho de 2021 de aracnoidite torácica.

## Filmografia

### Televisão
| Ano       | Título                      | Personagem                         | Notas                               |
| --------- | --------------------------- | ---------------------------------- | ----------------------------------- |
| 2009      | Caminho das Índias          | Amarit Ahed                        |                                     |
| 2010      | Escrito nas Estrelas        | Luiz de Almeida Pereira (Luizinho) |                                     |
| 2011      | Cordel Encantado            | Eronildes Peixoto (Nidinho)        | [ 15 ]                              |
| 2012      | Avenida Brasil              | Fábio Oliveira (Picolé)            |                                     |
| 2013–2014 | Joia Rara                   | Pedro Paulo Baldo (Peteleco)       |                                     |
| 2014      | Milagres de Jesus           | Jair                               | Episódioː "Milagres de Genesaré"    |
| 2015      | Gaby Estrella               | Cid                                | Temporada 3                         |
| 2016–2017 | A Terra Prometida           | Galimedes                          | [ 18 ]                              |
| 2016–20   | 1 Contra Todos              | Teodoro Pardinho Fortuna (Téo)     |                                     |
| 2018      | Carinha de Anjo             | Théo                               | Episódio: "20 de março–11 de abril" |
| 2018      | O Tempo Não Para            | Gabriel (Gabiru)                   |                                     |
| 2019–20   | Malhação                    | Tadeu Aguiar                       | Temporada 27                        |
| 2023      | Amor Perfeito               | Justino Madureira (Tino)           |                                     |
| 2024      | A Rainha da Pérsia          | Joel                               |                                     |
| 2024      | O Jogo que Mudou a História | Binho                              |                                     |
| 2025      | DNA do Crime                | Maomé                              | Temporada 2                         |
| 2025      | Paulo, o Apóstolo           | Timóteo de Éfeso                   |                                     |

### Cinema
| Ano  | Título                     | Personagem                | Notas          |
| ---- | -------------------------- | ------------------------- | -------------- |
| 2010 | O Menino Mofado            | Marcos                    | Curta metragem |
| 2010 | De Pernas pro Ar           | Paulo Segretto (Paulinho) |                |
| 2014 | Confissões de Adolescente  | Felipe                    |                |
| 2016 | Nós                        | Fabinho                   | Curta metragem |
| 2016 | É Fada!                    | Pedro                     |                |
| 2018 | Intimidade Entre Estranhos | Amigo de Horácio          |                |
| 2021 | A Morte Não Te Ama         | Paulo                     | Curta metragem |
| 2024 | Tô de Graça – O Filme      | Mique Jegue               |                |

### Internet
| Ano  | Título      | Personagem |
| ---- | ----------- | ---------- |
| 2015 | Tem Jogo!   | Breno      |
| 2020 | Bunker Play | Valente    |

## Diretor

### Internet
| Ano  | Título          |
| ---- | --------------- |
| 2016 | TôNaVibe!       |
| 2017 | Hashtag, Partiu |

### Teatro
| Ano       | Titulo           |
| --------- | ---------------- |
| 2017-2018 | Suspiro Colegial |
| 2019      | Querubim         |

## Prêmios e indicações
| Ano  | Prêmio                        | Categoria         | Papel                       | Resultado | Ref.         |
| ---- | ----------------------------- | ----------------- | --------------------------- | --------- | ------------ |
| 2012 | Prêmio Contigo! de TV de 2012 | Melhor Ator Mirim | Nidinho em Cordel Encantado | Venceu    | [ 3 ] [ 24 ] |